# Estación de Payerne
La estación de Payerne es una estación ferroviaria ubicada en la comuna suiza de Payerne, en el Cantón de Vaud.

## Historia
La estación de Payerne se abrió al tráfico en 1876, cuando se procedió a abrir el tramo de la conocida como Línea del Broye, por seguir el curso del río del mismo nombre, entre Palézieux y Murten, así como el ramal de Payerne a Friburgo. En 1877 se abrió el ramal de Payerne a Yverdon-les-Bains, siendo la estación de Payerne el centro por el que se cruzan dos líneas de manera perpendicular, una de Friburgo a Yverdon-les-Bains, y la otra de Palézieux a Murten/Kerzers. Estas líneas fueron electrificadas entre los años 1944 a 1947.

## Situación
La estación se encuentra ligeramente al sureste del centro del núcleo urbano de Payerne, aunque está integrada en él.
Cuenta con un total de 9 vías pasantes y 3 andenes, además de varias vías toperas y un pequeño depósito para el material. En cuanto a los servicios que ofrece la estación, tiene entre otros, taquilla para la venta de billetes o agencia de viajes de los SBB-CFF-FFS

## Servicios ferroviarios
La gran mayoría de servicios están explotados por SBB-CFF-FFS, y todos los trenes de la estación tienen trayectos de cercanías o regionales:
- RE Lausana - Palézieux - Payerne. Estos trenes circulan únicamente de lunes a viernes en las franjas de mayor demanda, es decir, sentido Lausana por la mañana y sentido Payerne por la tarde. Al ser RegioExpress, solo efectúan parada en las estaciones más importantes del trayecto.

- R Romont - Friburgo - Payerne - Yverdon-les-Bains. Tren Regio con frecuencias cada hora que para en todas las estaciones y apeaderos del trayecto. En Yverdon-les-Bains se puede hacer transbordo hacia Neuchâtel, Biel/Bienne, Basilea-SBB, Zúrich o San Galo; y en Friburgo para ir a Berna.

- R Payerne - Murten. Este tren Regio tiene frecuencias cada hora y posibilita el transbordo en Murten hacia Neuchâtel, Kerzers y Berna. Efectúa paradas en todas las estaciones del trayecto.

### RER Vaud
A la estación llega una línea de la red RER Vaud, que la une cada hora la estación de Lausana:

### S-Bahn Berna
Payerne cuenta con algunos servicios esporádicos al día de la línea S5 de la red de cercanías S-Bahn Berna, operada por BLS. El término habitual de esta línea está en Murten, pero algún servicio es prolongado hasta Payerne.